# Гарібальді Спігі
Гарібальді Спігі (італ. Garibaldi Spighi, 12 червня 1891 — 9 липня 1978) — італійський вершник.
Срібний призер Олімпійських Ігор 1920 року в командному триборстві.